# Dynamite!! 2008
Dynamite!! 2008 foi um dos eventos anuais de kickboxing e artes marciais mistas (MMA), realizado pelo K-1 e o DREAM no dia 31 de dezembro de 2008, no Saitama Super Arena, em Saitama no Japão.

## Resultados
- Luta de abertura, regras K-1, K-1 KOSHIEN Torneio Sub 18 - Luta reservada:

 Taishi Hiratsuka vs.  Daizo Sasaki
Hiratsuka vence por KO a 1:00 do 1° round.
- Luta #1, Regras de MMA, luta dos médios:

 Minowaman vs.  Errol Zimmerman
Minowaman vence por submission (toe hold) a 1:01 do 1° round.
- Luta #2, Regras K-1, K-1 KOSHIEN Torneio Sub 18 - Semi final:

 Ryuya Kusakabe vs.  Koya Urabe
Urabe vence por TKO (Intervenção Médica) aos 2:29 do 3° round.
- Luta #3, Regras K-1, K-1 KOSHIEN Torneio Sub 18 - Semi final:

 HIROYA vs.  Shota Shimada
HIROYA vence por decisão unanime, 3-0 (30-29, 30-29, 30-29).
- Luta #4, Regras K-1, luta dos meio-médios:

 Yoshihiro Sato vs.  Artur Kyshenko
Kyshenko vence por decisão dividida, 2-0 (30-29, 29-28, 29-29).
- Luta #5, Regras de MMA, luta dos pesos-pena:

 Hideo Tokoro vs.  Daisuke Nakamura
Nakamura vence por submission (Chave de Braço) aos 2:23 do 1° round.
- Luta #6, Regras de MMA, luta dos médios:

 Yukio Sakaguchi vs.  Andy Ologun
Ologun vence por KO (socos) aos 3:52 do 1° round.
- Luta #7, Regras K-1, K-1 KOSHIEN Torneio Sub 18 - Final:

 HIROYA vs.  Koya Urabe
HIROYA vence por decisão unanime, 3-0.
- Luta #8, Regras de MMA, luta dos pesos-pesados:

 Bob Sapp vs.  Kinniku Mantaro (Akihito Tanaka)
Sapp vence por TKO (socos) aos 5:22 do 1° round.
- Luta #9, Regras de MMA, luta dos pesos-pesados:

 Mighty Mo vs.  Semmy Schilt
Schilt vence por Submission (Triangulo) aos 5:31 do 1° round.
- Luta #10, Regras de MMA, luta dos meio-médios:

 Hayato "Mach" Sakurai vs.  Katsuyori Shibata
Sakurai vence por TKO (Intervenção do Juiz) at 7:02 do 1° round.
- Luta #11, Regras K-1, luta dos meio-médios:

 Tatsuya Kawajiri vs.  Kozo Takeda
Kawajiri vence por KO aos 2:37 do 1° round.
- Luta #12, Regras K-1, luta dos pesos-pesados:

 Alistair Overeem vs.  Badr Hari
Overeem vence por KO (gancho de Direita) aos 2:07 do 1° round.
- Luta #13, Regras de MMA, luta dos pesos-pesados:

 Mirko "Cro Cop" Filipovic vs.  Hong Man Choi
Filipovic vence por TKO (chutes nas pernas) aos 6:32 do 1° round.
- Luta #14, Regras K-1, luta dos pesos-pesados:

 Musashi vs.  Gegard Mousasi
Mousasi vence por TKO (Intervenção do Juiz) aos 2:32 do 1° round.
- Luta #15, Regras de MMA, luta dos pesos-pesados:

 Melvin Manhoef vs.  Mark Hunt
Manhoef vence por KO (socos) aos 0:18 do 1° round.
- Luta #16, Regras de MMA, WAMMA campeonato pesos-leves:

 Eddie Alvarez vs.  Shinya Aoki
Aoki vence por submission (Chave de Calcanhar) a 1:32 do 1° round para se tornar o 1° Campeão WAMMA Peso-Leve.
- Luta principal, DREAM MMA rules, middleweight match:

 Kazushi Sakuraba vs.  Kiyoshi Tamura
Tamura vence por decisão unanime, 3-0 (20-18, 20-18, 20-18).